# Estaca

Ilustração de colocação de estacas no solo.

As estacas são elementos estruturais de fundação profunda que são executadas inteiramente por equipamentos ou ferramentas. Podem ser classificadas como “estacas escavadas” e “estacas cravadas”.
Das estacas escavadas, ainda podemos agrupá-las em: estacas escavadas com o emprego de broca, ou, através do apiloamento do solo. 

## Fundação profunda
Fundações profundas são elementos estruturais de fundação que usam a atrito lateral gerado entre a estaca e o solo para transferir as cargas provenientes da edificação para o solo. Algumas literaturas consideram a resistência de ponta, mas na pratica esta resistência é desprezada. 

## Estacas escavadas

### Estacas escavadas por broca
A NBR – 6122/96  define estaca tipo broca como sendo um tipo de fundação profunda executada por perfuração com trado e posterior concretagem, sendo executadas com trado manual ou mecânico, sem uso de revestimento. 

### Estacas escavadas por apiloamento do solo
Tipo de fundação profunda executada por perfuração com o emprego de soquete. Para a NBR 6122/96, este tipo de estaca é tratado também como estaca tipo broca. 
Sua perfuração é feita através da queda livre da piteira, na maioria dos casos com a utilização de água. A piteira em queda intermitente perfura o solo abrindo assim o fuste para posterior concretagem.

## Estacas cravadas
As estacas cravadas (ou estacas pré-moldadas) caracterizam-se por sua introdução no solo através de processos que não promovam a retirada de solo, elas podem ser cravadas por percussão, prensagem ou vibração. Existem diversos tipos de estacas cravadas, de diversos materiais, elas podem ser de madeira, aço, concreto-armado, ou de material misto. 